# 瓦尔泰利纳
瓦尔泰利纳（義大利語：Valtellina；伦巴第语：Valtulina）是意大利伦巴第大区最北部的阿达河谷地及其周围山谷区域，与瑞士接壤。

## 地理
瓦尔泰利纳是意大利伦巴第大区的一部分，基本与松德里奥省辖区重合。它东起博尔米奥附近的冰斗冰川，西到阿达河汇入科莫湖的河口。瓦尔泰利纳山谷东西两段差异明显，东段又称为上瓦尔泰利纳，该段山谷狭窄而陡峭，落差较大，谷口朝向南方和西南；蒂拉诺以西为西段，又称为下瓦尔泰利纳，山谷宽阔而平坦，谷口向西。
瓦尔泰利纳最重要的市镇是桑治奥，其他重要市镇有阿普里卡、莫尔贝尼奥、蒂拉诺、博尔米奥和利维尼奥。尽管利维尼奥位于阿尔卑斯山分水岭以北，因其位于松德里奥省辖境之内，该市镇仍然被视为瓦尔泰利纳山谷的一部分。